# 10. letnik
10. letnik je EP ljubljanske alternativne rock skupine Srečna mladina, izdan 28. junija 2004 pri založbi Streetz100.
Plošča vsebuje 7 skladb, priredb pesmi iz 50-ih in 60-ih let, priredbe lastnih komadov iz prejšnje ter naslednje plošče, 35-minutni dokumentarec o prvih desetih letih in tri videospote.
Ovitek albuma sta zasnovala Rajko Bajt in Jure Engelsberger (kitarist skupine Racija). Za ovitek sta leta 2006 prejela nagrado na 2. bienalu vidnih sporočil Slovenije Arhivirano 2016-04-14 na Wayback Machine..
Skladba »Bob' Street« se je pojavila v kratkem filmu V avtu skupine Videoklub (2006), skladba »Simpatico« se je pojavila v kratkem filmu Entre Potes Gregorja Andolška (2007). Skladba »To so bobri« je bila leta 2011 uporabljena v predstavi Šodr teatra To so gadi, ki jo je režirala Tijana Zinajić.

## Ozadje
Skupina je avgusta 2003 v Studiu 100 s producentom Julijem Zornikom začela pripravljati material za mini-ploščo, posvečeno 10. obletnici benda. Album je bil posnet in zmiksan v Studiu 100 s producentom Julijem Zornikom s pomočjo Petra Žirovnika od julija 2003 do januarja 2004. Snemanje je potekalo konec leta 2004 in v začetku leta 2005. Na albumu je bas kitaro snemal Anže Langus, ki je aprila 2004 skupino zaradi časovne prezaposlenosti zapustil. V času izida plošče je bil uradni basist skupine Gašper Gantar, v tistem času delujoč v skupinah Escape in Obduction. 
Na dan izida plošče je izšel videospot za skladbo Bob'Street. V okviru promocije je skupina 2. oktobra 2004 odigrala koncert v Cvetličarni.

## Dokumentarni filmSrečna mladina 93–03
Posebna vsebina albuma je petintridesetminutni dokumentarni film o Srečni mladini, ki zajema obdobje skupine od leta 1993 do leta 2003. Avtorji dokumentarnega filma sta bila člana Benjamin produkcije (Anže Verdel in Gregor Andolšek). Film vsebuje vse pomembnejše dogodke, ki so se pripetili skupini, koncerte in snemanja albumov.

## Seznam pesmi
Vse pesmi je napisala skupina Srečna mladina, razen kjer je to navedeno.
| Št.             | Naslov                                                                         | Opomba                                                                        | Dolžina |
| --------------- | ------------------------------------------------------------------------------ | ----------------------------------------------------------------------------- | ------- |
| 1.              | „To so bobri‟ (Janez Gregorc)                                                  | priredba pesmi »To so gadje« iz filma To so gadi (1979)                       | 2:39    |
| 2.              | „A Taste of Money‟ (Ric Marlow, Robert Scott)                                  | priredba pesmi »A Taste of Honey« (1967)                                      | 3:17    |
| 3.              | „Simpatico‟ (Gianfranco Reverberi, Luciano Beretta, Aldo Caponi, Rosario Leva) | priredba pesmi »Sono un simpatico« (1967)                                     | 2:53    |
| 4.              | „Bob' Street‟ (Burt Bacharach)                                                 | priredba pesmi »Bond Street« (1965)                                           | 2:08    |
| 5.              | „Pop muzik pop‟                                                                | originalna izvedba z naslovom »Pop muzik« se nahaja na albumu Srečna mladina. | 3:02    |
| 6.              | „SuperBob‟                                                                     | originalna izvedba se še ni pojavila                                          | 6:02    |
| 7.              | „Ttr.ttr.ttr.‟ (PVM remix)                                                     | originalna izvedba se nahaja na albumu Srečna mladina.                        | 3:10    |
| Skupna dolžina: | Skupna dolžina:                                                                | Skupna dolžina:                                                               | 17:09   |

## Zasedba
| Srečna mladina - Vlado Mihajlović — kitara, vokal - Peter Dekleva — kitara, vokal, jajce - Andrej Zavašnik — bobni, vokal - Tim Kostrevc — saksofon, klaviature, vokal - Anže Langus — bas kitara, vokal | Ostale zasluge - Julij Zornik — snemanje, produkcija - Gašper Gradišek — žvižg - Jernej Jurc in Bob Bobert — remiks skladbe »Ttr.ttr.ttr. (PVM remix)« |